# Leptodactylus paraensis
Espèce
Statut de conservation UICN

 LC  : Préoccupation mineure
Leptodactylus paraensis est une espèce d'amphibiens de la famille des Leptodactylidae.

## Répartition
Cette espèce est endémique du Brésil. Elle se rencontre :
- dans l'État du Pará dans la serra de Kukoinhokren ;
- dans l'État du Mato Grosso dans la municipalité de Cláudia.

## Description
Leptodactylus paraensis mesure de 99 à 129 mm pour les mâles et de 110 à 140 mm pour les femelles.

## Étymologie
Son nom d'espèce, composé de para et du suffixe latin -ensis, « qui vit dans, qui habite », lui a été donné en référence au lieu de sa découverte, l'État du Pará.

## Publication originale
- Heyer, 2005 : Variation and taxonomic clarification of the large species of the Leptodactylus pentadactylus species group (Amphibia: Leptodactylidae) from Middle America, northern South America, and Amazonia. Arquivos de Zoologia Sao Paulo, vol. 37, no 3, p. 269-348.